# Château du Vieux-Windstein
Le château du Vieux-Windstein se situe sur la commune de Windstein, dans le département du Bas-Rhin.
La ruine est située sur une étroite barre gréseuse, à une hauteur de 340 m, directement au-dessus du petit bourg de Windstein, dans les Vosges du Nord.
Le château fait l’objet d’une inscription au titre des monuments historiques depuis le 9 novembre 1984.

## Historique
La première mention du château est datée de 1205. En 1212, par l'intermédiaire de Petrus V, abbé de Neubourg, le château est construit par les Hohenstaufen pour protéger leur château impérial de Haguenau. C'était un fief d'Empire que possédait la famille de Windstein. Puis le château fut en double propriété : les sires de Sickingen et de Schmalenstein en possédant chacun une partie.
Devenu un repaire de brigands, le château est détruit en 1332, à la suite d'un conflit avec la ville de Strasbourg. Lors du siège, les assiégeants utilisèrent quatre pierrières afin de le bombarder. Malgré l'interdiction de reconstruction qui s'ensuivit, il est relevé au cours du XIVe siècle, puis incendié en 1515. Il passe ensuite en possession des Dürckheim. Sa ruine définitive par les Français datant de 1676.

## Description

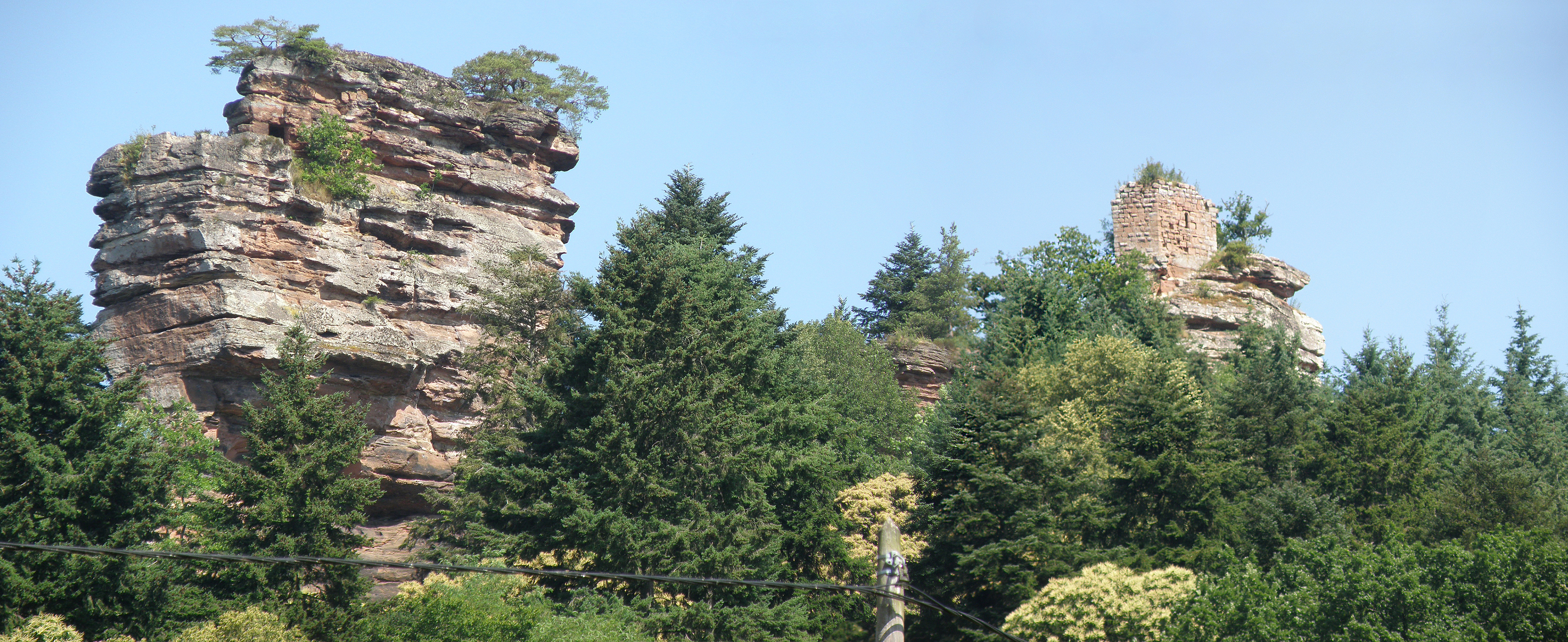
Vue d’ensemble.

Le château comporte deux groupes de constructions, séparés par un fossé, correspondant à une ancienne faille naturelle élargie lors du partage du château. Il comprend également de nombreuses parties troglodytiques qui ont permis de gagner et d'aménager au sein du rocher les mètres carrés qui faisaient défaut à la surface de la barre rocheuse.
L'accès à la basse-cour du château sud se fait par un escalier en pierre taillé dans le rocher qui n'est probablement pas d'époque médiévale[réf. nécessaire].  Ce passage succède à un remarquable cheminement d'accès pour charrettes taillé dans le flanc N.E. de la barre rocheuse. Une maison forestière datant du XIXe siècle a été construite dans la basse-cour, à l'emplacement des anciens communs. Le rocher comporte une plateforme aménagée à mi hauteur, d'accès difficile, précédée de salles troglodytiques et d'une citerne de section carrée.
Un grand puits de 41 mètres a été creusé dans le rocher et les fondations d'une chapelle romane ont été mises au jour. La partie sommitale conserverait la trace d'un donjon à pierres à bossage et au sommet du rocher nord se dresse un pan de mur en pierres à bossage (fin XIIIe début XIVe siècle), seul reste d'un donjon dirigé contre le château sud. Cette partie conserve également les vestiges d'une grande tour d'habitation en pierres à bossage, ainsi que des parties du logis (XIIIe, XIVe siècle), précédant la basse-cour.
Les galeries souterraines.
La tradition populaire prétend que les deux tronçons de galeries souterraines qui sont visibles au pied de la face N.O. de la barre rocheuse sont des couloirs qui menaient au château du Nouveau-Windstein, situé à seulement dix minutes de marche à pied au sud. C'est totalement improbable, vu la distance qu'il y aurait eu à parcourir et compte tenu qu'il y a également un col à franchir qui aurait imposé un passage en siphon sous ce col. Des études récentes[Lesquelles ?] interprètent ces amorces de souterrains comme étant les restes des galeries de mine creusées par les Strasbourgeois lors du très bref siège de 1332. Cette hypothèse est cependant sérieusement réfutée par le fait que ces supposées galeries de mine sont situées à un emplacement de la forteresse sans aucune valeur stratégique (à l'extrême pointe S.0. de la barre rocheuse). Si l'on se place sur le terrain de la poliorcétique, il est évident qu'un minage du château à cet endroit n'aurait eu aucun résultat intéressant, la forteresse conservant intacte sa valeur défensive. Ces couloirs forés dans la roche pourraient donc fort bien être de vrais souterrains, soit pour sortir discrètement du château soit pour mettre celui-ci en communication avec des ouvrages disparus qui se seraient situés en contrebas.

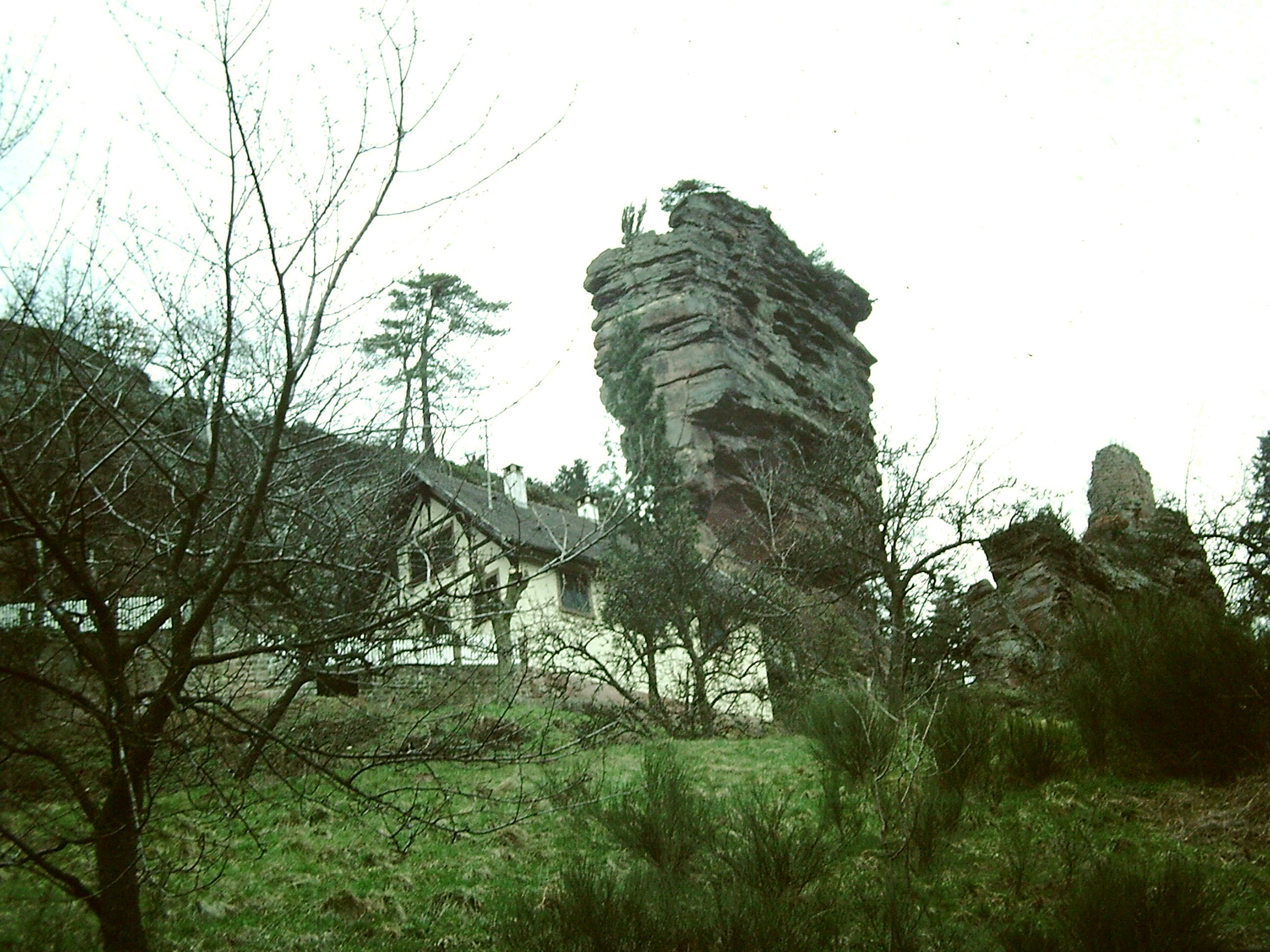
Vue générale prise en 1986.
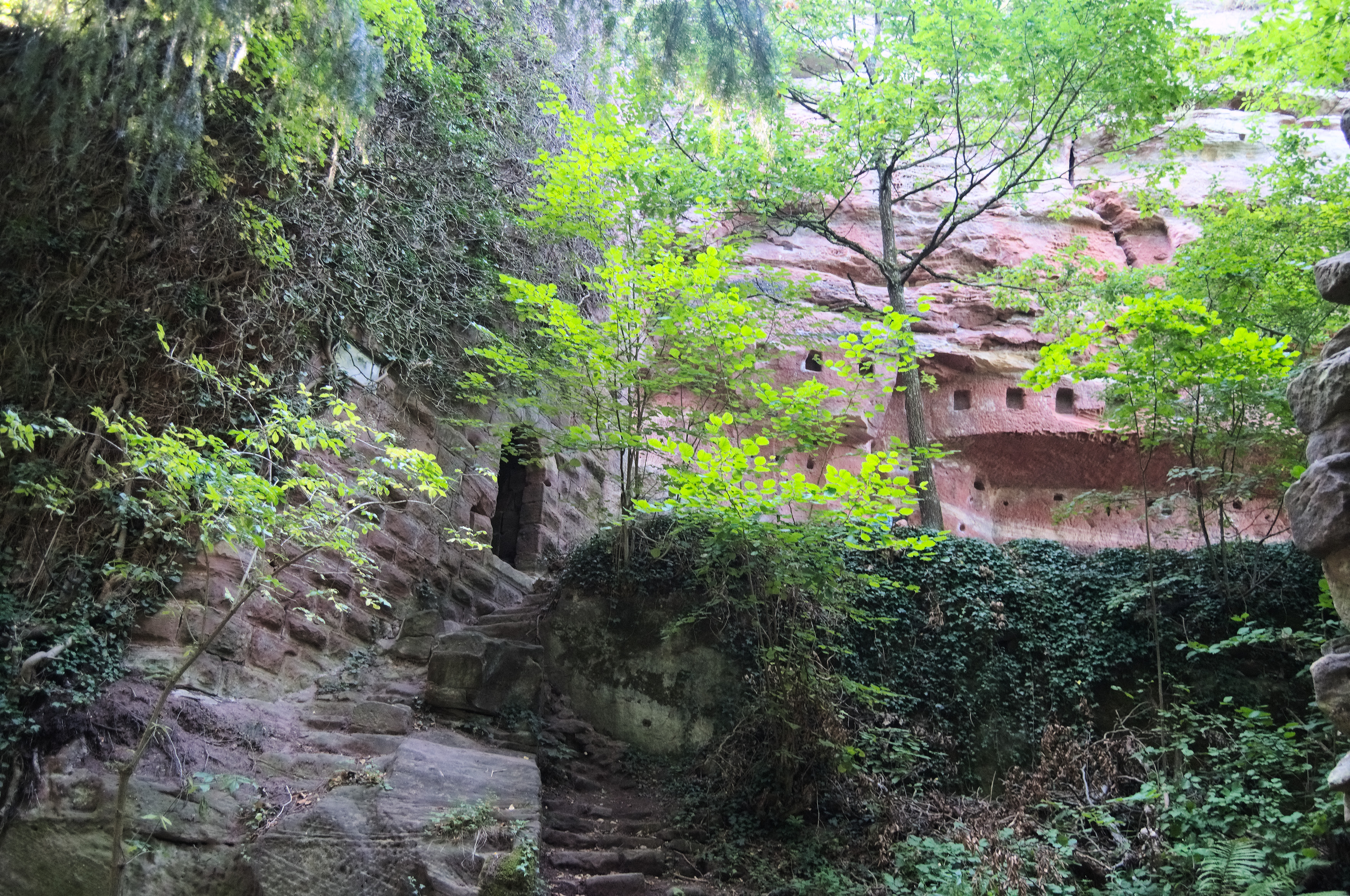
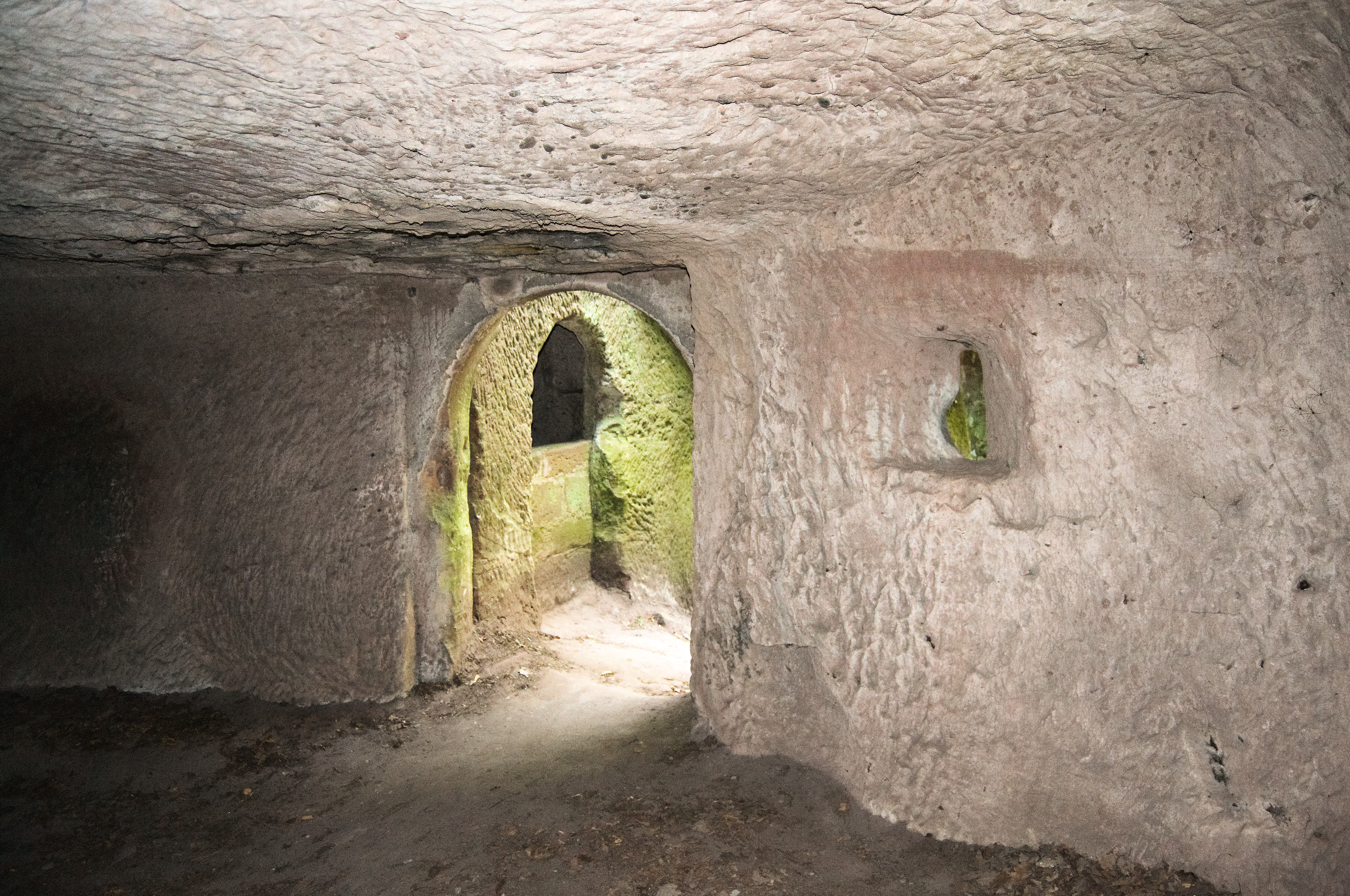
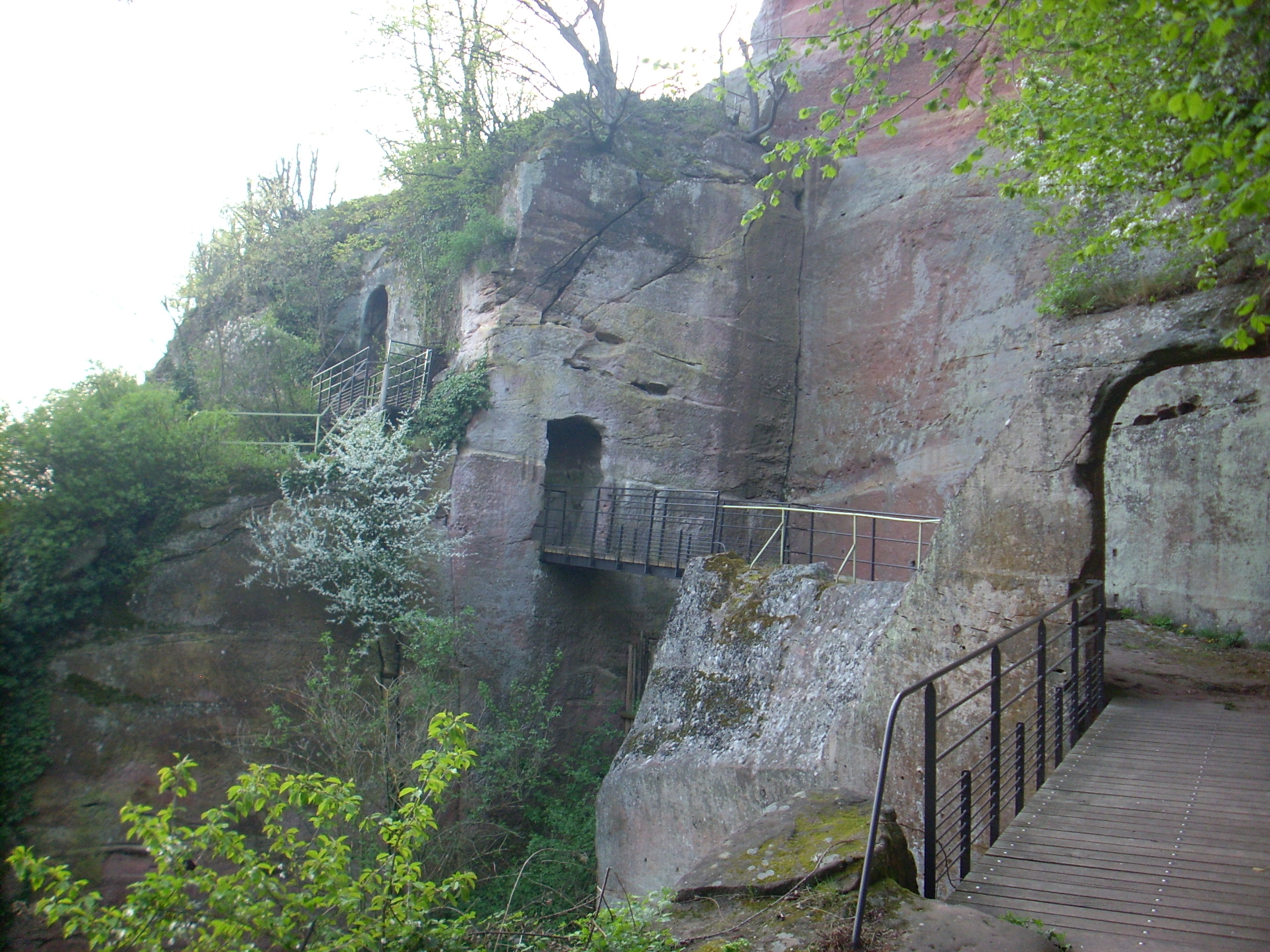

## Site d'escalade

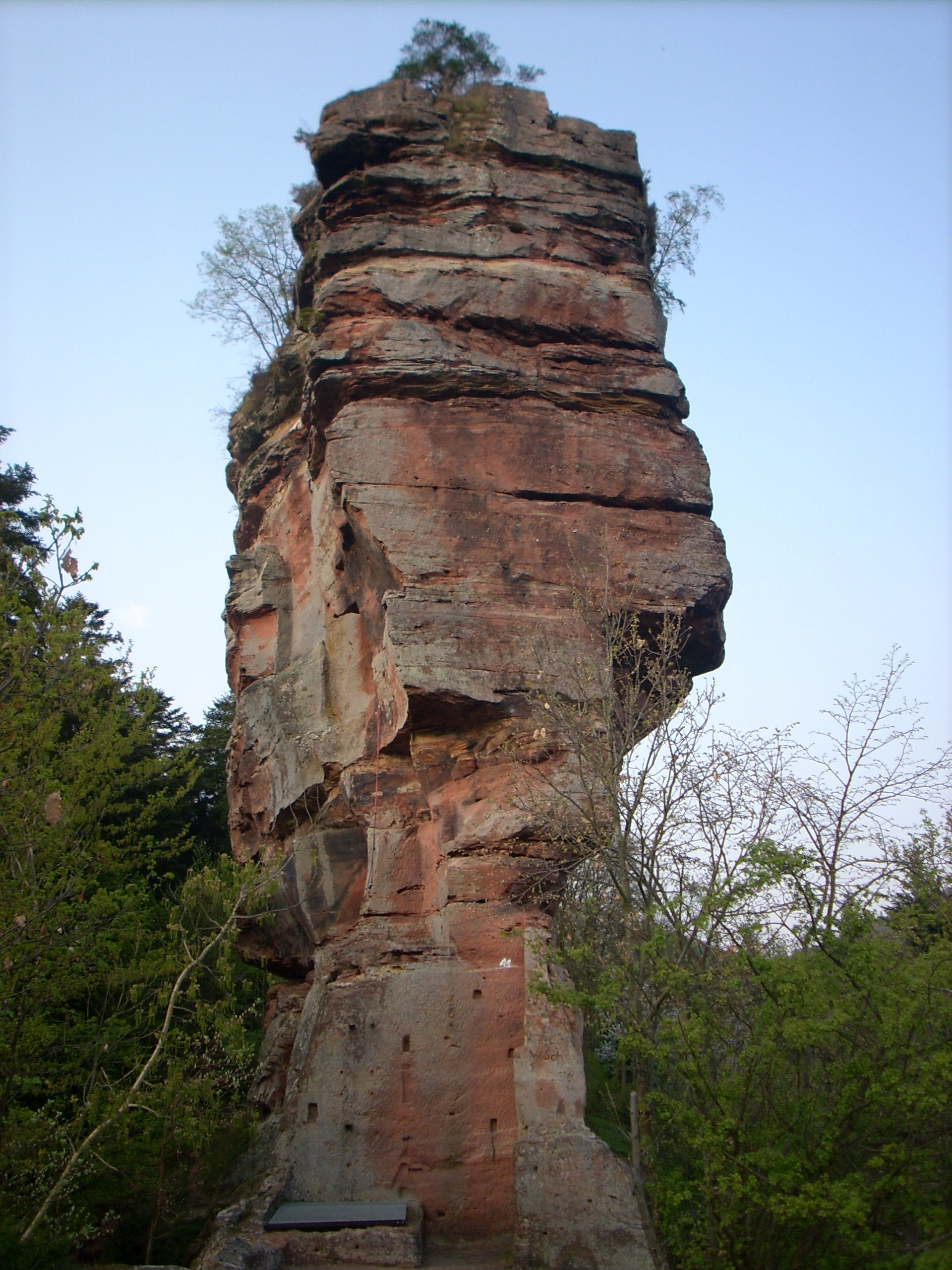
Secteur de la face sud. Trois voies y sont ouvertes.

Le château du vieux Windstein est un site référencé par la Fédération française de la montagne et de l'escalade. On y relève 95 voies cotées de 4c à 8b dont 92 en falaise et 3 en blocs. L'escalade est interdite du 16 février au 15 mars à cause de la nidification des rapaces. Si la nidification est fructueuse, l'activité reste suspendue jusqu'au 1er juillet, sinon les voies sont rouvertes aux pratiquants. La présence des ruines et leur intérêt archéologique rend certaines voies impraticables, et interdit même la sortie au sommet du secteur « Cochons » (sur directive de la Direction régionale des Affaires culturelles).
Moins de 10 voies sous le 6e degré y sont ouvertes, dont une seule 4, particulièrement engagée, le château du Vieux-Windstein est donc un secteur « difficile », demandant une pratique régulière de l'escalade. De plus, le sol étant fortement sablonneux, il est obligatoire d'effectuer les descentes finales de voies en rappel. En effet, la corde chargée de sable devient particulièrement abrasive, ce qui fragilise grandement les relais de haut de voie en cas de frottement prolongé.